# バレーボール東ドイツ男子代表
バレーボール東ドイツ男子代表は、バレーボールの国際大会で編成されていたドイツ民主共和国（東ドイツ）の男子バレーボールナショナルチームである。1990年のドイツ民主共和国消滅により、現在は存在しない。
1990年のドイツ再統一の際に西ドイツが東ドイツを編入した経緯があるため、西ドイツ代表の記録が現ドイツ代表の記録に引き継がれている。東ドイツ代表は現在のドイツ代表および西ドイツ代表とは別のものとして扱うのが一般的である。
ドイツ代表に関してはバレーボールドイツ男子代表を参照。

## 歴史
三大大会初出場の1962年世界選手権は11位で、当時はまだ中堅国に過ぎなかった東ドイツであるが、1965年ワールドカップ5位、1966年世界選手権4位、1968年メキシコシティーオリンピック4位入賞と健闘し、僅かの期間にヨーロッパ屈指の強豪国へ上りつめる。その後、1969年ワールドカップ、1970年世界選手権でそれぞれ金メダルを獲得し、世界一の称号を手にした。1972年ミュンヘンオリンピックでは準決勝で3連覇を狙う強豪ソ連を破り、決勝で日本に敗北したものの銀メダルを獲得した。
1976年モントリオールオリンピックを目指した頃から勢いを欠くようになり、1974年世界選手権では4位に終わり、メダル獲得はならなかった。1980年代以降、急速に失速して行き、やがて国際舞台から姿を消すようになった。

## 過去の成績

### オリンピックの成績
| - 1964年 - 不出場 - 1968年 - 4位 - 1972年 - 銀メダル - 1976年 - 不出場 - 1980年 - 不出場 - 1984年 - 不出場 | - 1988年 - 不出場 |  |

### 世界選手権の成績
| - 1949年 - 不出場 - 1952年 - 不出場 - 1956年 - 不出場 - 1960年 - 不出場 - 1962年 - 11位 - 1966年 - 4位 | - 1970年 - 金メダル - 1974年 - 4位 - 1978年 - 9位 - 1982年 - 12位 - 1986年 - 不出場 - 1990年 - 不出場 |  |

### ワールドカップの成績
- 1965年 - 5位
- 1969年 - 優勝
- 1977年 - 不出場
- 1981年 - 不出場
- 1985年 - 不出場
- 1989年 - 不出場

### 欧州選手権の成績
| - 1958年 - 9位 - 1963年 - 9位 - 1967年 - 4位 - 1971年 - 4位 - 1975年 - 7位 - 1977年 - 9位 | - 1979年 - 9位 - 1981年 - 6位 - 1983年 - 6位 - 1989年 - 9位 |  |